# THANKS (w-inds.의 음반)
《THANKS》는 w-inds.의 다섯 번째 앨범이다. 2006년 3월 15일 FLIGHT MASTER에서 발매하였다.

## 개요
싱글곡 〈16일밤의 달〉, 〈약속의 조각〉, 〈IT'S IN THE STARS〉를 포함한 13곡이 수록되어 있으며 오리콘 차트에서 4위를 기록하였다.
윈즈의 데뷔 5주년을 기념하여 데뷔일인 3월 14일 하루 뒤인 3월 15일에 발매하였다.
수록곡 〈Midnight Venus〉는 Andy Abraham의 〈All around the world〉, 〈IT'S IN THE STARS〉는 LAGAYLIA FRAZIER의 동명곡을 리메이크 하였으며 또한, 싱글곡인 〈16일밤의 달〉, 〈약속의 조각〉은 어쿠스틱 버전으로 편곡하였다.
4집 앨범 《ageha》와는 달리 멤버 개인이 관심도가 높은 음악장르를 반영한 곡이 보이며 타치바나 케이타는 7,80년 디스코풍의 〈Midnight Venus〉, 〈IT'S IN THE STARS〉의 2곡으로 오가타 류이치는 록계열의 〈Stomp〉, 〈Sup wassup!!〉으로 메인보컬에도 참가했다. 다만, 치바 료헤이의 취향은 반영되지 않았다.
전작들과 같이 초회한정반과 통상반의 자켓사진이 다르며 한국에서는 통상반만 라이센스로 발매하였다.

## 한정 특전
초회한정반 특전
- 초회한정 자켓
- B2사이즈 포스터

통상반 초회특전
- 오리지널 트레이딩 카드 (1종류)

※초회입고분까지 한정하고 있다.

## 트랙 목록
| CD |                                     | |      |
| 1  | 1 or 8                              | 작사 : shungo. / 작곡 : Martin Ankelius, T2Ya / 편곡 : Martin Ankelius, T2Ya, Koma2 Kaz                                 | 3:21 |
| 2  | Hush...!                            | 작사 : shungo. / 작곡 : Lasse Andersson, Anuj Nair / 편곡 : Koma2 Kaz                                                   | 2:41 |
| 3  | Still on the street                 | 작사 : shungo. / 작곡 : 하라 카즈히로 / 편곡 : 타나베 케이지                                                            | 4:11 |
| 4  | Midnight Venus                      | 작사 : 하루카즈 아야 / 작곡 : Lasse Andersson, Nicci Notini Wallin, Peter Hallstrom, Herbie Crichlow / 편곡 : Koma2 Kaz | 3:13 |
| 5  | IT'S IN THE STARS                   | 작사 : shungo. / 작곡 : Lasse Andersson, Thomas Thornholm / 편곡 : Koma2 Kaz                                            | 3:31 |
| 6  | LIGHT                               | 작사, 작곡, 편곡 : 하야마 히로아키                                                                                      | 3:49 |
| 7  | 十六夜の月~unplugged~ 8월 16일의 달 | 작사 : shungo. / 작곡 : 마츠모토 료키 / 편곡 : 카하라 다이스케, 후루카와 노조미                                         | 5:19 |
| 8  | 約束のカケラ~acoustic~ 약속의 조각  | 작사 : 코마츠 키요히토 / 작곡 : 마츠모토 료키 / 편곡 : 카하라 다이스케, 후루카와 노조미                                 | 5:54 |
| 9  | 일본어: 影法師 그림자               | 작사 : shungo. / 작곡 : Lasse Andersson / 편곡 : Koma2 Kaz                                                              | 4:25 |
| 10 | Balance                             | 작사, 작곡 : 코마츠 키요히토 / 편곡 : 카하라 다이스케                                                                   | 4:27 |
| 11 | Stomp                               | 작사, 작곡 : 아쿠츠 켄타로 / 편곡 : Koma2 Kaz                                                                           | 4:29 |
| 12 | Sup wassup!!                        | 작사, 작곡 : 아쿠츠 켄타로 / 편곡 : Koma2 Kaz                                                                           | 3:53 |
| 13 | 일본어: 蝉時雨 매미 울음소리        | 작사, 작곡 : 코마츠 키요히토 / 편곡 : 마에지마 야스아키                                                                 | 4:47 |

## 차트 성적
- 최고순위 4위 (오리콘)

## 타이업
- 5. IT'S IN THE STARS

부르봉 목캔디 광고 음악
NTV 《낙하하는 여자》 2006년 2월 엔딩 테마
- 7. 十六夜の月

NTV 《음악전사 MUSIC FIGHTER》 2005년 9월 오프닝 테마
- 8. 約束のカケラ

부르봉 부르봉껌 광고 음악
NTV 《퀴즈 발견 버라이어티 잇테Q!》 2005년 12월 엔딩 테마